# Friedrich Henke (Politiker)
Friedrich Henke (* 29. Januar 1878 in Bremen; † 29. Mai 1951 in Bremen) war ein deutscher Tabakarbeiter und Bremer Politiker (SPD).

## Biografie
Henke besuchte die Volksschule und erlernte den Beruf als Tabakarbeiter. Von 1911 bis 1923 war er Angestellter, später Redakteur im Hauptvorstand des Tabakarbeiterverbands mit Sitz in Bremen. Von   1923 bis 1933 wirkte er als hauptamtlicher Geschäftsführer des Mieterbunds in Bremen.
Politik
Henke wurde 1896 Mitglied der SPD und 1894 der Gewerkschaft. Von 1907 bis 1911 war er Vorsitzender der Filiale des Tabakarbeiterverbands in Hamburg-Ottensen. Er war zugleich Vorstandsmitglied der SPD-Wahlkreisorganisation in Schleswig-Holstein.
Nach dem Ersten Weltkrieg war er von 1924 bis 1933 Mitglied der Bremischen Bürgerschaft.1919-[1933] Vorstandsmitglied der SP in Bremen.
In der Zeit des Nationalsozialismus war er 1933 zeitweise in Haft im Konzentrationslager, dem KZ Mißler.